# Kelly LeBrock
Kelly LeBrock, född 24 mars 1960 i New York City, New York, är en amerikansk skådespelerska och fotomodell. Hon föddes i New York men växte upp i London. Hon var gift med Steven Seagal mellan 1987 och 1996.

## Filmografi
- En tjej i rött (1984) som Charlotte
- Weird Science (1985) som Lisa
- Hard to Kill (1990) som Andrea Stewart
- Betrayal of the Dove (1993) som Una
- David Copperfield (1993) (TV) (röst) som Clara
- Tracks of a Killer (1995) som Claire Hawkner
- Hard Bounty (1995) som Donnie
- Wrongfully Accused (1998) som Lauren Goodhue
- The Sorcerer's Apprentice (2002) som Morgana
- Zerophilia (2005) som kvinna i husbil
- Gamers: The Movie (2006) som Angelas mamma
- The Mirror (2007) som Mary Theophilus
- Prep School (2009) som Miss Waters
- 10 Days in a Madhouse (2015) som Miss Grant
- A Prince for Christmas (2015) som Queen Ariana
- Hidden Affairs (i slutproduktion) (2019)